# Virus de Sulina
Orthonairovirus sulinaense
forme
Orthonairovirus sulinaense, aussi appelé virus de Sulina (SULV), est un virus de la famille des Nairoviridae. C'est un virus à ARN monocaténaire de polarité négative transmis par les tiques à l'humain qui a été identifié chez la tique Ixodes ricinus en 2021 dans le delta du Danube. Il est phylogénétiquement proche de l'orthonairovirus de Tamdy et du virus de Yezo, une espèce d'Orthonairovirus.